# Pleoticus muelleri
El langostino patagónico (Pleoticus muelleri), también denominado comúnmente langostino argentino, langostino rojo argentino, gambón argentino, langostino austral o gambón austral, es una especie comestible de crustáceo decápodo nadador del género Pleoticus. Habita mayormente en aguas de plataforma en el sudoeste del océano Atlántico, al sudeste de América del Sur. 

## Distribución y hábitat
Esta especie habita al sudeste de América del Sur, al sudoeste del océano Atlántico, especialmente frente a la Patagonia, aunque tiene una distribución geográfica dilatada, la cual comprende las aguas litorales atlánticas desde 
la latitud de 20ºS, frente al estado de Espírito Santo, Brasil, siguiendo hacia el sur por todo el sudeste de ese país, continuando por las aguas uruguayas y argentinas hasta los 50ºS, frente a Santa Cruz.
Sus mayores concentraciones se presentan frente a la costa patagónica, sobre la plataforma del mar Argentino, con aguas a temperaturas de entre 6 y 20 °C e índices de salinidad de entre 31,5 y 33,5 º. Recorre las aguas próximas al fondo marino. De esta zona, la región de mayor densidad se encuentra en el golfo San Jorge, en aguas de las provincias de Chubut y Santa Cruz.
Históricamente las poblaciones patagónicas fueron consideradas como pertenecientes a un único stock, pero en el año 2012 se ha propuesto la segmentación de las poblaciones de la Patagonia central en 3 subunidades de stock, cada una de ellas representa un área núcleo de reproducción y crecimiento; estas son:
- Litoral de Rawson (43°30’S);
- Norte del golfo San Jorge (45°S);
- Sur del golfo San Jorge (47°S).

Si en el manejo pesquero se subestima la identificación de stocks, ergo, se trata a dos o más unidades como formando una única población, se puede ocasionar la extinción de las subpoblaciones no cuantificadas, por lo tanto, su biodiversidad intraespecífica se resentirá.

### Taxonomía
Esta especie fue descrita originalmente en el año 1888 por el zoólogo inglés Charles Spence Bate.
Sinonimia
La sinonimia de este taxón es la siguiente:
- Hymenopenaeus muelleri (Bate, 1888)
- Solenocera muelleri (Bate, 1888)
- Haliporus carinatus (Bouvier, 1905)
- Parartemesia carinata Bouvier, 1905
- Philonicus muelleri Bate, 1888
- Haliporus muelleri (Bate, 1888)

## Importancia económica y cultural
El langostino patagónico es la especie principal en la pesquería de crustáceos del Atlántico sudoeste. En las aguas argentinas anualmente se pescan de esta especie alrededor de 12 000 toneladas. si bien los volúmenes anuales de captura muestran importantes variaciones en sus volúmenes, disparidades de las que no han podido detectarse sus causas.  
El alto valor en el mercado internacional de este animal representa un ingreso anual (para el año 2011) de más de 300 millones de dólares estadounidenses, comprendiendo el 30 % de la totalidad de las exportaciones argentinas de productos pesqueros.
Lamentablemente, su captura afecta a la comunidad marina en la que vive, pues la pesca de esta y otras especies de langostinos produce la mayor tasa de descarte en el mundo, es decir, que en las redes con la que es extraído también son retirados del mar una enorme cantidad de fauna acompañante,  entre los que se encuentran invertebrados, juveniles y adultos de rayas, tiburones y peces óseos, aves, tortugas y mamíferos marinos, etc. Este volumen generalmente no es aprovechado, ni aun las especies de peces comerciales, por lo que es devuelto a las aguas, muerto. Por ejemplo, en la zona del golfo San Jorge por cada kg de langostino se capturó 1,29 kg de merluza común; en sólo un año fue tirado por la borda en la Argentina entre 35 900 y 42 000 t del principal pescado comercial del país por esta causa, agravado por el hecho que entre 60 y 93 % de los ejemplares eran juveniles.
Buques empleados para su captura
Para capturar langostinos patagónicos generalmente se emplean unos 80 buques tangoneros del tipo de los arrastreros congeladores, de 20 a 40 metros de eslora. Son embarcaciones especialmente preparadas para la pesca en altura, por lo que suelen permanecer entre 20 días y dos meses sin recalar en un puerto, dependiendo de la disponibilidad del crustáceo y la capacidad de la bodega. Tienen equipamiento para procesar a los langostinos y embalarlos congelados a -18 °C.
Estos buques emplean dos enormes redes, de tipo marisqueras, que trabajan en paralelo, una por banda, las que cumplen su tarea sobre el fondo. Su boca permanece abierta por efecto hidrodinámico al ser constantemente arrastradas por la embarcación.
Cría en cautiverio
Fue investigada la viabilidad del crecimiento de ejemplares de esta especie en cautividad, utilizando tanques de fibra de vidrio de 5000 litros, conteniendo agua de mar no filtrada pero fertilizada con una mezcla de urea-fosfatada, y alimentándolos ad libitum 2 veces diarias empleando compuestos granulados. Partiendo de ejemplares con promedios de 3,64 g, a los 4 meses y 20 días se llegó al peso de faena (20,23 g promedio), con una mortandad del 22,5 %. La tasa de conversión resultante fue estimada en 1:2,5. El análisis recomendó que la granja de cultivo tipo debería contar con unas 10 hectáreas de estanques de crecimiento, empleando postlarvas conseguidas de hembras silvestres.